# Mark Sołonin
Mark Siemionowicz Sołonin, ros. Марк Семёнович Солонин (ur. 29 maja 1958 w Kujbyszewie) – rosyjski pisarz i publicysta historyczny. W latach 1987–1991 działacz opozycji demokratycznej w ZSRR.

## Twórczość
Jego twórczość jest związana z frontem wschodnim II wojny światowej, na którym walczył w randze szeregowego jego ojciec, Siemion Markowicz. Specjalizuje się zwłaszcza w pierwszym okresie wielkiej wojny ojczyźnianej po rozpoczęciu 22 czerwca 1941 przez Wehrmacht operacji Barbarossa. Przebieg walk w tym okresie uznaje za katastrofę Armii Czerwonej. Dokonał między innymi zestawienia gotowości bojowej Związku Radzieckiego w 1941, wykazując, że w rzeczywistości było to państwo dużo lepiej uzbrojone od hitlerowskich Niemiec, zaś jego polityka zagraniczna w latach 1939–1941 była prowojenna. Przyczynę klęski Armii Czerwonej w pierwszych tygodniach wojny z Niemcami upatrywał w panice, masowych dezercjach i błędach w dowodzeniu, a także w nieprzychylnej stalinowskiemu państwu postawie jego obywateli.
Jego twórczość, uważana za kontynuację pionierskich, w zakresie podważania mitów propagandy ZSRR, prac Wiktora Suworowa, stoi w opozycji do wielu tez oficjalnej historiografii radzieckiej, jak i tez Suworowa.

## Publikacje
- 22 czerwca 1941, czyli jak zaczęła się wielka wojna ojczyźniana
Drohobycz 2004, pt. Бочка и обручи, или Когда началась Великая Отечественная война? ISBN 966-538-147-4
Moskwa 2006, pt. 22 июня, или Когда началась Великая Отечественная война? ISBN 5-699-15196-6
wydanie polskie: 2007 (Rebis)
- 23 czerwca – Dzień "M" (23 июня: "день М")
wydanie polskie: 2008 (Rebis)
- Na uśpionych lotniskach (На мирно спящих аэродромах)
wydanie polskie 2009 (Rebis)
- 25 czerwca – Głupota czy agresja? (25 июня: Глупость или агрессия?)
wydanie polskie 2011 (Rebis)
- Nic dobrego na wojnie (Нет блага на войне)
wydanie polskie 2011 (Rebis)
- Pranie mózgu. Fałszywa historia Wielkiej Wojny (Мозгоимение. Фальшивая история Великой войны)
wydanie polskie 2013 (Rebis)
- Czerwiec 1941. Ostateczna diagnoza (Июнь 41-го. Окончательный диагноз)
wydanie polskie 2015 (Rebis)